# SN 2009ef
SN 2009ef – supernowa typu Ib odkryta 23 marca 2009 roku w galaktyce A151912+0621. W momencie odkrycia miała maksymalną jasność 21,80m.